# آرثر آدامز (موسيقي)
آرثر آدامز (بالإنجليزية: Arthur Adams)‏ هو موسيقي ومنتج أسطوانات وملحن أمريكي، ولد في 25 ديسمبر 1943 في ميدون في الولايات المتحدة.

## وصلات خارجية
- آرثر آدامز على موقع ميوزك برينز (الإنجليزية)
- آرثر آدامز على موقع أول ميوزيك (الإنجليزية)
- آرثر آدامز على موقع ديسكوغز (الإنجليزية)